# Bellibos (Bellibos) multispina
Bellibos (Bellibos) multispina is een pissebed uit de familie Munnopsidae. De wetenschappelijke naam van de soort is voor het eerst geldig gepubliceerd in 1962 door Menzies.